# Zornia quilonensis
Zornia quilonensis är en ärtväxtart som beskrevs av N. Ravi. Zornia quilonensis ingår i släktet Zornia och familjen ärtväxter. IUCN kategoriserar arten globalt som otillräckligt studerad. Inga underarter finns listade i Catalogue of Life.